# Parafia św. Mikołaja w Kaczorowie
Parafia św. Mikołaja Biskupa w Kaczorowie – parafia rzymskokatolicka w Kaczorowie, w dekanacie bolkowskim, w diecezji świdnickiej.
Erygowana 15 września 1957 roku.

## Proboszczowie po 1945[1]
- ks. Władysław Nachtman (1957–1959)
- ks. Jan Słomba (1959–1970)
- ks. Władysław Wolny (1970–1980)
- ks. Stanisław Michalak (1980–1985)
- ks. Stanisław Brachuc (1985–1991)
- ks. Mieczysław Kogut (1991–1993)
- ks. Stanisław Sierakowski (1993–2011)
- ks. Ryszard Filipski (2011–2018)
- ks. Piotr Mycan (2018–2020)[2]
- ks. Tomasz Michalski (administrator od 2020, proboszcz od 5 grudnia 2021)[2]